# ماريانو مورينو
ماريانو مورينو (Mariano Moreno؛ 23 سبتمبر 1778 - 4 مارس 1811) هو محامي وصحفي وسياسي أرجنتيني. لعب دورًا بارزًا في المجلس الأول Primera Junta، وهي أول حكومة وطنية في الأرجنتين، وتم إنشاؤها بعد ثورة مايو.
ولد مورينو في بوينس آيرس عام 1778. ووالده يدعى مانويل مورينو إي آرغوموسا، وولد في سانتاندر في إسبانيا، وأتى إلى الأرجنتين في عام 1776 وتزوج ماريا ديل فالي. كان ماريانو أول أبناء عائلة مورينو وكان لديه ثلاثة عشر أخا. درس خلال شبابه اللاتينية والمنطق والفلسفة في كلية سان كارلوس الملكية، وتابعها بدراسة القانون في جامعة تشوكيساكا. تعلم خلال هذه الفترة الأفكار الجديدة لعصر التنوير في إسبانيا. تزوج من ماريا غوادالوبي كوينكا وعاد إلى بوينس آيرس، وأصبح محاميا بارزا في مجلس الكابيلدو. وخلافا لمعظم أفراد طبقة الكريولو الآخرين، رفض المشروع الكارلوتي وإدارة نائب الملك سانتياغو دي لينيير، وانضم إلى عصيان ألزاغا الفاشل ضد لينيير. عمل لحساب نائب الملك الذي خلفه، بالتاسار هيدالغو دي سيسنيروس. كتب مقالة اقتصادية بعنوان «تمثيل ملاك الأراضي» (بالإسبانية: representación de los hacendados)، والتي أقنعت نائب الملك بفتح التجارة مع بريطانيا.
لم يشارك بشكل بارز في ثورة مايو التي خلعت سيسنيروس، ولكن تم تعيينه وزيرا للحرب في الحكومة الجديدة. دعا مع خوان خوسيه كاستيلي إلى اتباع سياسة قاسية ضد أنصار الحكومة السابقة وتعزيز النظام الجديد. تم تفصيل هذه السياسات في وثيقة سرية تدعى خطة العمليات (بالإسبانية: Plan de Operaciones)، ولكت يشكك بعض المؤرخين في هوية مؤلف الوثيقة. نظم مورينو حملات عسكرية إلى الباراغواي والبيرو العليا وساهم في إعدام سانتياغو دي لينيير بعد هزيمة ثورته المضادة. أسس مورينو أول صحيفة أرجنتينية، La Gazeta de Buenos Ayres، وترجم العقد الاجتماعي للفيلسوف جان جاك روسو إلى الإسبانية.
عندما حقق المجلس العسكري أول انتصار عسكري له، قام الرئيس كورنيليو سافيدرا بمعارضة مورينو، مفضلا السياسات المعتدلة. تحالف سافيدرا مع غريغوريو فونيس، ووسع عدد أعضاء المجلس العسكري ليجعل من أنصار مورينو أقلية. استمرت الخلافات بينهما، وتم تعيين مورينو في بعثة دبلوماسية في بريطانيا لكنه توفي في البحر في الطريق إلى هناك. زعم شقيقه مانويل مورينو أنه قد تم تسميمه. ظل أنصاره وحزبه مؤثرين في السياسة لبضع سنوات بعد وفاته. يحمل المؤرخون عدة وجهات النظر حول دور مورينو وأهميته في التاريخ، وتتفاوت آراؤهم من التبجيل إلى الرفض. وهو يعتبر أب الصحافة الأرجنتينية.

## روابط خارجية
- ماريانو مورينو على موقع الموسوعة البريطانية (الإنجليزية)